# Юліус Дорпмюллер
Юліус Генріх Дорпмюллер (нім. Julius Heinrich Dorpmüller; 24 липня 1869 — 5 липня 1945) — німецький державний діяч, рейхсміністр шляхів сполучення (1937—1945).

## Біографія
У 1893 році закінчив Вище технічне училище в Ахені і вступив на державну службу, працював в Управлінні залізниць Пруссії, з 1898 року — урядовий будівельний чиновник залізничної дирекції в Саарбрюккені. З 30 грудня 1903 року — інспектор залізниць і фабрик залізничної дирекції Сен-Іоан — Саарбрюкен. З 1907 року працював в Китаї, консультував китайський уряд з питань залізничного будівництва; начальник технічного бюро фабричної дирекції Циндао. З 1908 року — уповноважений і головний інженер державних залізниць Китаю, керував будівництвом близько 700 км залізниць. У 1917 році висланий з Китаю, який оголосив війну Німеччині, і в 1918 році переведений в залізничні війська. Служив на Кавказі. Після демобілізації 23 грудня 1919 року призначений старшим будівельним радником залізниці Ессена. З 16 травня 1922 року — президент Імперської залізничної дирекції Опельна, а з 1 жовтня 1924 року — Ессена. З 1 липня 1925 року — постійний заступник генерального директора, а з 4 червня 1926 року — генеральний директор німецьких рейхсбанів. З червня 1933 року — голова Адміністративної ради та Правління об'єднання «Імперські автобани», з 1935 року — член Імперського ради транспорту. Після відставки барона Пауля фон Ельц-Рюбенаха, 2 лютого 1937 року призначений імперським міністром транспорту і головою Адміністративної ради імперських автобанів. В уряді Карла Деніца займав пост міністра транспорту та зв'язку. Разом з членами уряду заарештований британською владою у Фленсбург-Мюнвіку. Помер в таборі.

## Звання/посади
- Член будівельної ради з особистим рангом Радника 4-го класу (1910)
- Доктор інженерних наук Рейнсько-Вестфальського технічного університету Аахена (1925)
- Член Академії німецького права
- Член Імперської служби праці (1936)
- Член Прусської державної ради (1937)

## Нагороди
- Орден Червоного орла 4-го класу (1913)
- Почесний доктор інженерних наук Вищого технічного Училища Аахена (1925)
- Золота медаль Прусської будівельної академії (1934)
- Почесний хрест ветерана війни з мечами
- Пам'ятна медаль Асоціації німецьких інженерів (1936)
- Почесний знак Німецького Червоного Хреста, великий хрест із зіркою
- Пам'ятна медаль Спілки вищих шкіл Ганновера (12 листопада 1938)
- Почесний сенатор Рейнсько-Вестфальського технічного університету Аахена (1939)
- Орлиний щит Німецької імперії (24 липня 1939)
- Медаль Кармарша (12 листопада 1939)
- Хрест Воєнних заслуг 2-го і 1-го класу[3]
  - 1-го класу (4 вересня 1940)
- Золотий партійний знак НСДАП (7 грудня 1940)
- Хрест Воєнних заслуг 2-го і 1-го класу з мечами
- Золотий почесний знак Гітлер'югенду з дубовим листям
- Лицарський хрест Хреста Воєнних заслуг (18 вересня 1943)[3]
- Почесний знак «Піонер праці» (1 травня 1944)
- Лицарський хрест Хреста Воєнних заслуг з мечами (24 липня 1944)
- Кільце Фріца Тодта (24 липня 1944)